# Mirosław Sznaucner
Mirosław Sznaucner (Będzin, Polonia, 9 de mayo de 1979) es un futbolista polaco retirado que jugaba como defensa.

## Selección nacional
Ha sido internacional con la Selección de fútbol de Polonia, ha jugado 2 partidos internacionales.

## Clubes
| Club             | País    | Año       |
| ---------------- | ------- | --------- |
| GKS Katowice     | Polonia | 1999-2003 |
| Iraklis FC       | Grecia  | 2003-2007 |
| PAOK Salónica FC | Grecia  | 2007-2012 |
| Veria FC         | Grecia  | 2012-2013 |